# Heteropelma megarthrum
Heteropelma megarthrum là một loài tò vò trong họ Ichneumonidae.